# Грицьків
Грицькі́в — село в Україні, у Городоцькій міській територіальній громаді Хмельницького району Хмельницької області. Населення становить 259 осіб.

## Герб та прапор
Затверджені 3 листопада 2017 р. рішенням № 2-21/2017 сесії сільської ради. Автор — П. Б. Войталюк.
Щит поділений срібним лівим перев'язом. У першій лазуровій частині золоте сонце з шістнадцятьма променями. В другій зеленій срібна квітка яблуні з п'ятьма золотими пелюстками. Щит вписаний у декоративний картуш і увінчаний золотою сільською короною. Унизу картуша напис «ГРИЦЬКІВ» і дата «1493».
Сонце — символ Поділля, квітка яблуні означає сади.

## Історія
7 (20) листопада 1917 року, відповідно до Третього Універсалу Української Центральної Ради, увійшло до складу Української Народної Республіки.
10 серпня 2017 року шляхом об'єднання сільських рад, село увійшло до складу Городоцької міської громади, до цього органом місцевого самоврядування була Великокарабчіївська сільська рада.
12 червня 2020 року, відповідно до розпорядження Кабінету Міністрів України № 727-р «Про визначення адміністративних центрів та затвердження територій територіальних громад Хмельницької області», увійшло до складу Городоцької міської громади.
19 липня 2020 року, в результаті адміністративно-територіальної реформи та ліквідації Городоцького району, увійшло до складу новоутвореного Хмельницького району.

## Населення

### Мова
Розподіл населення за рідною мовою за даними перепису 2001 року:
| Мова       | Кількість | Відсоток |
| ---------- | --------- | -------- |
| українська | 255       | 98.46%   |
| російська  | 4         | 1.54%    |
| Усього     | 259       | 100%     |

## Відомі люди

### Народились
- Левенцов Віталій Васильович (1959—2008) — живописець, художник декоративно-ужиткового мистецтва.
- Пугачов Володимир Григорович (1937-2012) — заслужений працівник ветеринарної медицини, поет, публіцист, автор збірок віршів та пісень.
- Черній Антоніна Сергіївна (1935-2020) — заслужений працівник ветеринарної медицини.
- Твердохліб Таїсія Сергіївна (1934-2016) — заслужений працівник освіти, директор Циківської загальноосвітньої школи І-ІІ ступенів до 1987 року.
- Трачук Олексій Михайлович — педагог, музикант, заслужений працівник освіти.

## Галерея

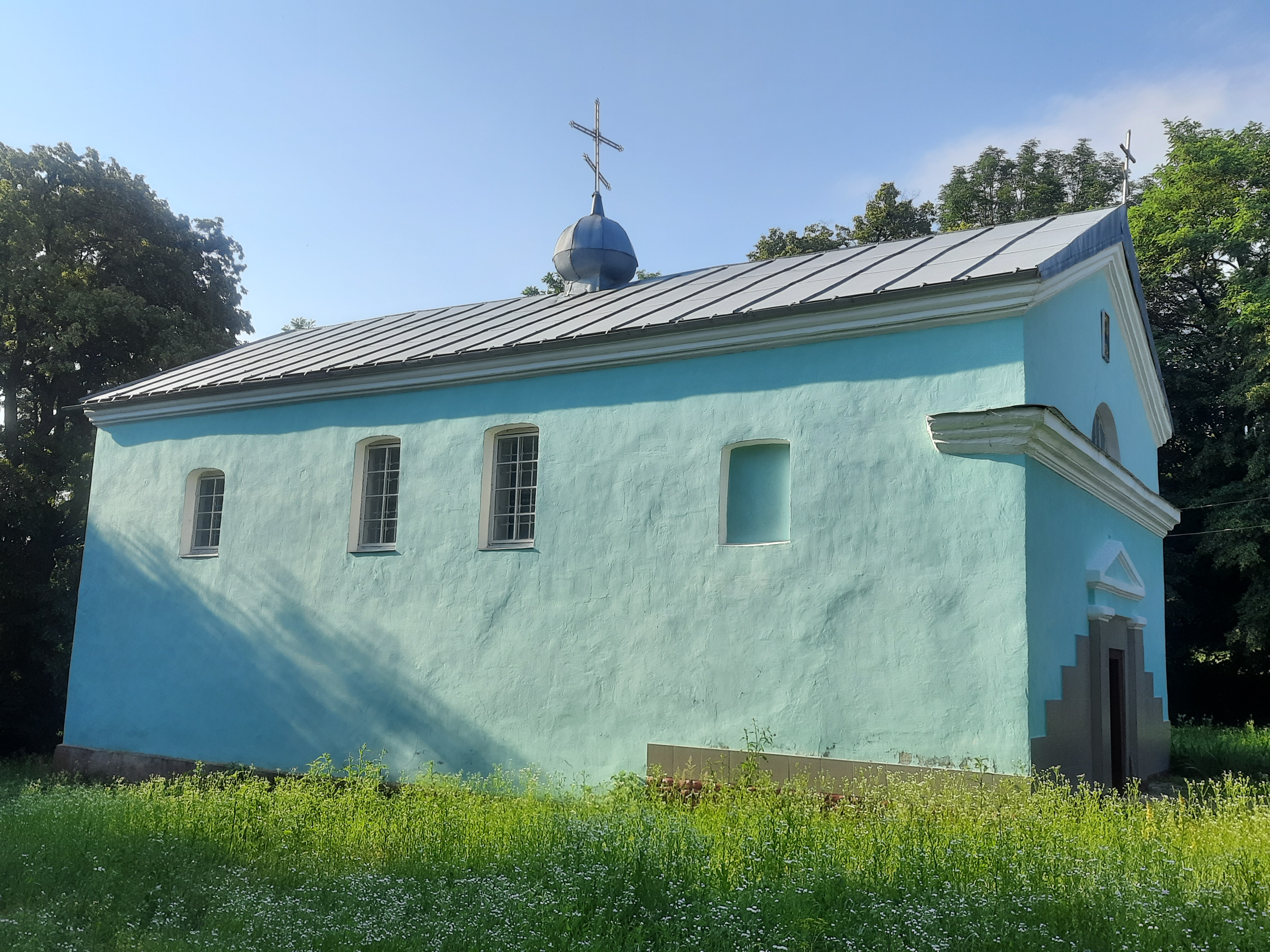
Дмитрівська церква
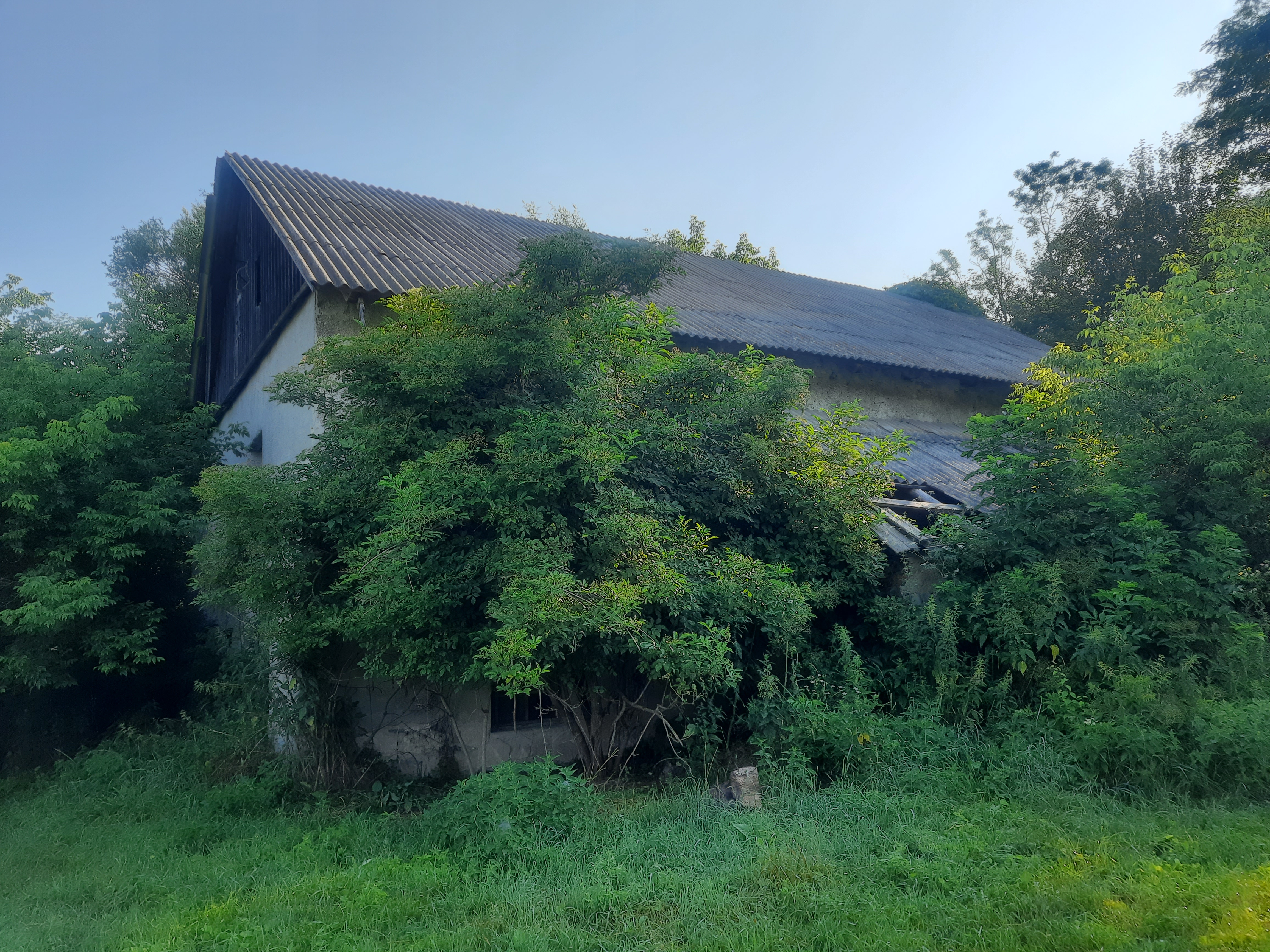
Старий млин
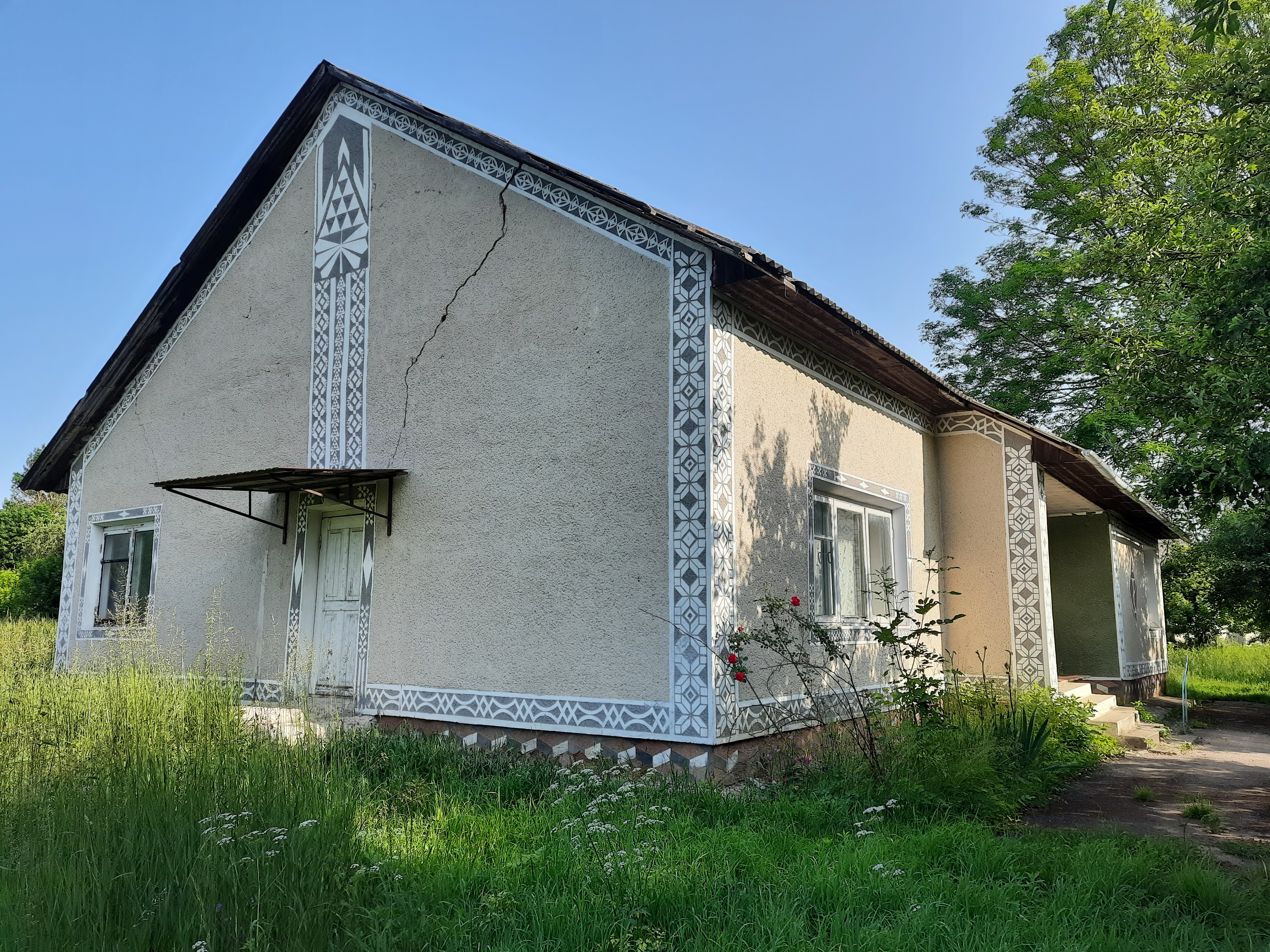
Старостат, фельдшерський пункт
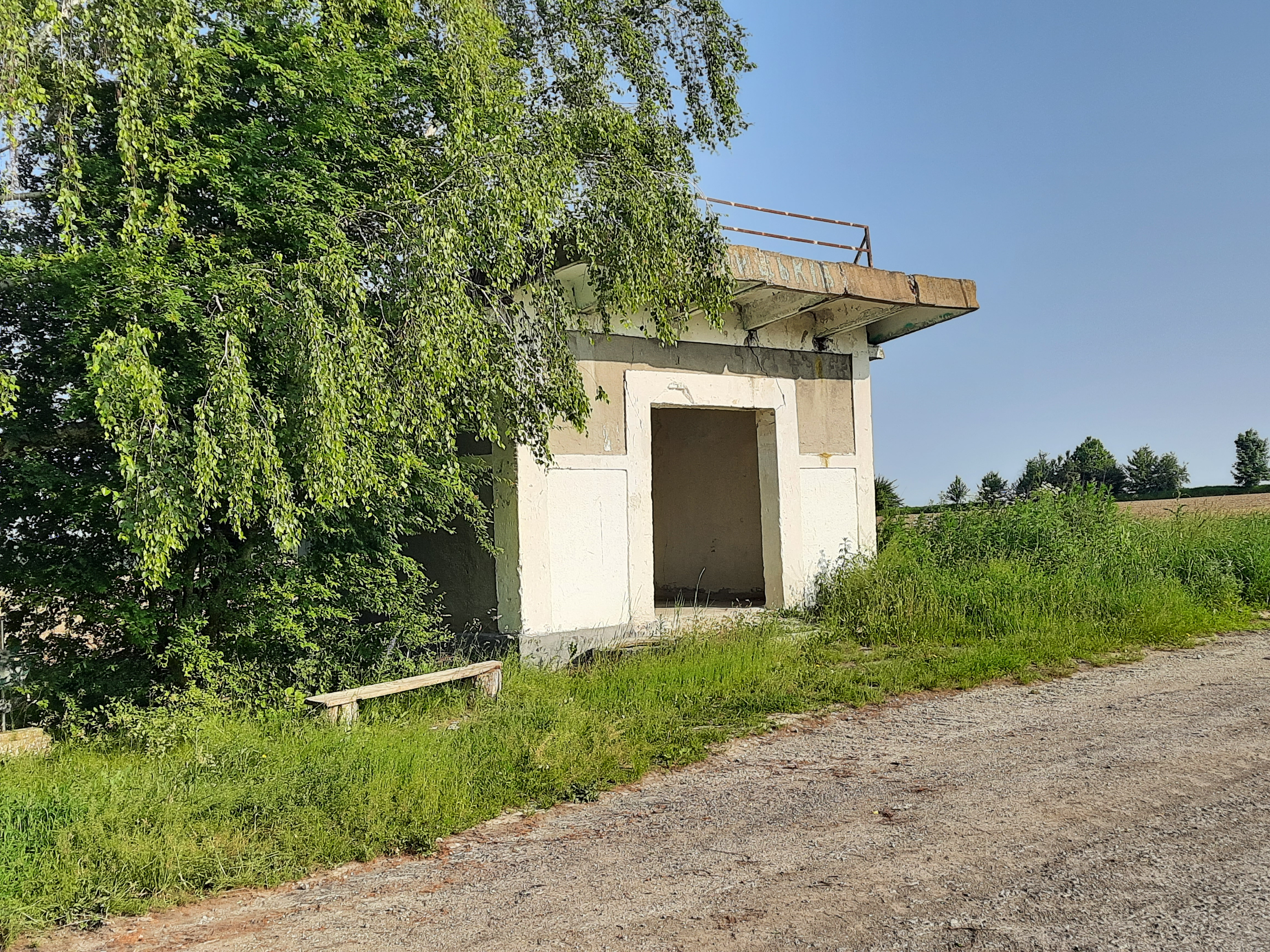
Автобусна зупинка біля села